# Осамбесан
Осамбесан (яп. 三瓶山 самбэсан) — вулканическая гора на побережье Японского моря в префектуре Симане острова Хонсю Японии, регион Санъин. Входит в состав национального парка Дайсен-Оки.
Высота главной вершины Оя-самбе (яп. 親三瓶, «самбе-родитель») — 1126 метров, рядом расположены пики Косамбе (яп. 子三瓶, «самбе-ребёнок», 961 м) и Месамбе (яп. 女三瓶, 957 м).
Осамбесан является самым молодым вулканом на западе Японии. Вулкан активен уже около 100 тыс. лет. Последнее извержение произошло около 2000 г. до н. э..
Среднегодовая температура у подножья горы составляет 13-15,6 °C, среднегодовая норма осадков - 1724 мм.
На гору ведёт подъёмник. На склонах горы расположены леса и горячие источники.
Считается, что гора упоминается в мифе Кунибики-синва под названием Сахиме. В том мифе местный бог Яцукамидзу-омицуно-но-микото использует верёвку для притягивания соседних земель, а кол, к которому была привязана верёвка, становится этой горой.
До 1970-х годов на склонах горы паслось множество коров, отчего большую часть склонов занимали луга. С отказом от открытого выпаса скота растительность на горе тоже изменилась, на больших участках стал доминировать мискантус китайский. После возобновления выпаса на горе в 1996 году на пастбищах наблюдается процесс замещения мискантуса луговой травой зойсией, кроме того, распространились виды вроде рододендрона японского, рост которого подавляют высокие травы. Территория пастбищ постепенно расширяется.